# حشره‌خوار کوبایی بزرگ
حشره‌خوار کوبایی بزرگ (نام علمی: Nesophontes major) نام یک گونه از سرده حشره‌خوارهای هند غربی است.